# Hexenjagd in L.A.
Hexenjagd in L.A. ist eine Horrorkomödie von Regisseur Martin Campbell, in dem ein Thema von H. P. Lovecraft adaptiert und ins Amerika der 1940er Jahre versetzt wird. Er gewann einen Emmy und wurde für drei weitere Preise nominiert. Der Film wurde für den US-amerikanischen Fernsehsender HBO produziert. Die Hauptrolle spielt Fred Ward, der hiermit nach Tremors – Im Land der Raketenwürmer das zweite Mal mit Produzentin Gale Anne Hurd arbeitete.

## Handlung
In Los Angeles im Jahr 1948 wird alles nur noch mit Magie erledigt. Es existieren Fabelwesen und Monster, Zombies werden als Arbeiter eingesetzt und die moderne Technologie kann alles übernehmen, vom Anzünden von Zigaretten bis zum Mord. Der Privatdetektiv Philip Lovecraft ist der einzige Mann in der Stadt, der keine Magie benutzt, weil er glaubt, dass dies sein Gewissen rein hält. Das macht es für ihn nicht gerade einfach, als er vom reichsten Mann der Stadt, Amos Hackshaw, beauftragt wird, das ihm gestohlene Necronomicon zurückzuholen; ein Buch von unendlicher Bösartigkeit, mit dem man Dämonen zum Leben erwecken kann. Aber auch eine Gangsterbande befindet sich auf der Suche nach dem Buch.
Lovecraft soll das Buch unbedingt in zwei Tagen finden, weil dann die Sterne endlich richtig stehen, für das, was Hackshaw vorhat. Auf seiner Suche begegnet dem Detektiv Hackshaws Tochter Olivia, eine begeisterte Jägerin von Einhörnern, die sich ihm anschließt. Als beide von einem Dämon attackiert werden, müssen sie sich bei der Polizei rechtfertigen und werden sogar eingesperrt. Unter mithilfe von Lovecraft’s Vermieterin Hypolite Kropotkin und ihres Cousins, dem Anwalt Thadius Pilgrim, werden beide wieder freigelassen. Kropotkin verleiht Lovecraft einen Schutzzauber, den er nur widerwillig akzeptiert.
Sowohl Amos Hackshaw, dem das Necronomicon im Auftrag das Gangsters Bordon gestohlen wurde, als auch Bordon selbst, planen die Dämonen des Buches zu entfesseln und Olivia, weil sie noch Jungfrau ist, als Teil des Rituals zu opfern. Kaum das Lovecraft das Necronomicon gefunden hatte, wird es ihm von Bordon wieder abgejagt, der sich in der Zwischenzeit mit Hackshaw verbündet hat, wobei Bordon glaubt, Herrscher der neuen Welt zu werden, während Hackshaw erwartet, dass er zur Gottheit aufsteigen wird. Nachdem Bordon unerwartet getötet wird, beschwört Hackshaw erfolgreich die Dämonen des Buches. Die Kreatur lehnt Olivia jedoch als Opfer ab und verschlingt stattdessen Hackshaw, trotz Lovecrafts Versuch, den Bösewicht zu retten. Nachdem das Ritual fehlgeschlagen ist, sinkt das Monster zurück in die Erde und kehrt durch sein Portal zurück in die Unterwelt.
Infolge von Hackshaws Tod verschwinden alle seine Vertrauten und Zombies, die ihn zu Diensten waren. Als Olivia das Bewusstsein wiedererlangt, erzählt sie Lovecraft, dass ihr gerade erst die Jungfräulichkeit genommen wurde und sie so als Opfer unbrauchbar wurde. Lovecraft kehrt mit dem Buch in seinem Besitz in sein Büro zurück, zuversichtlich, dass seine Abneigung gegen Magie jede Versuchung verhindern wird, das Buch vielleicht doch zu benutzen und dass die Welt dadurch sicher sein wird.

## Kritik
Filmdienst.de schrieb: „Ein Detektiv soll ein Zauberbuch ausfindig machen, dessen Besitz die Weltherrschaft ermöglicht. Behindert wird seine Aufgabe durch die rebellische Tochter seines Auftraggebers, für deren Schutz er verantwortlich ist. Als die junge Frau einem Drachen geopfert werden soll, kann der ‚Schnüffler‘ in die Rolle des Heiligen Georg schlüpfen. In den 40er Jahren angesiedeltes, verworrenes Kriminalspiel mit einer Fülle esoterischer Anspielungen, verwoben mit einer parodistischen Nebenhandlung und inszeniert in der Farbigkeit eines Comics.“
mordlust.de urteilte: Martin Campbell „wagte sich […] an eine ungewöhnliche Mischung aus Detektivstory und kosmischen Schrecken.“ „Der kantige Fred Ward verkörpert [den Filmhelden] ohne Mängel und passt perfekt zwischen coolen Jazz und geifernde Ungeheuer. Unterstützt wird er von guten Nebendarstellern, seien es Clancy Brown als öliger Gangster, David Warner als besessener Millionär oder Alexandra Powers als dessen naive Tochter. Deren Spiel allein macht schon Spaß und würde in der wendungsreichen Story auch ohne das Horrorsetting funktionieren. Das wird allerdings auch noch stimmig transportiert – die eingestreuten Spezialeffekte für die Alltagsmagie sind gut, die Masken ebenso, einzig die Monster können sich nicht gegen heutige CGI behaupten. Aber sie werden maßvoll eingesetzt. […] Zusammen ergibt ‚Cast a Deadly Spell‘ wirklich gute Unterhaltung, sowohl für Fans hartgesottener Detektivgeschichten, als auch Anhänger Lovecrafts. Selbst der Humor kommt nicht zu kurz und wirkt nur in einer Szene reichlich unnötig“

## Trivia
- Die Filmkosten betrugen etwa 6 Mio. US-Dollar.
- Fred Ward und Julianne Moore standen 1993 für Short Cuts ein zweites Mal gemeinsam vor der Kamera.
- Der Film wurde in 37 Tagen abgedreht. Gedreht wurde in Los Angeles.
- Unter dem Titel Magic Murder (Witch Hunt) gab es 1994 eine Fortsetzung mit Dennis Hopper und Eric Bogosian, Regie führte Paul Schrader